# کاروانسرا علیا
کاروانسرا علیا، روستایی از توابع بخش بیرانوند شهرستان خرم‌آباد در استان لرستان ایران است.ساکنین این روستا ازطایفه تاری هستند

## جمعیت
این روستا در دهستان بیرانوند شمالی قرار دارد و براساس سرشماری مرکز آمار ایران در سال ۱۳۸۵، جمعیت آن ۱۰ نفر (۴خانوار) بوده‌است.